# Obszar ochrony ścisłej Nadwarciański Bór Sosnowy
Obszar ochrony ścisłej Nadwarciański Bór Sosnowy – obszar ochrony ścisłej znajdujący się na terenie Wielkopolskiego Parku Narodowego, w Puszczykowie, przy linii kolejowej Poznań-Wrocław i ul. Wczasowej. Powierzchnia obszaru wynosi 12,64 ha.
Przedmiotem ochrony jest obszar leśny suboceanicznego boru sosnowego świeżego. Bór porasta środkową terasę warciańską. Jest to sfałdowany obszar wydmowy. Drzewostan ma ponad 110 lat. Oprócz sosen zwyczajnych rosną tu pojedynczo: brzoza brodawkowata i dąb bezszypułkowy. Podszyt jest bardzo ubogi. Występują w nim m.in. kostrzewa pstra, trzcinnik piaskowy, borówka czarna i borówka brusznica. W runie spotkać można mchy i porosty: bielistkę siwą, widłoząb falisty i chrobotka reniferowego. W okresie tworzenia rezerwatu teren ten był jednym z największych w Wielkopolsce obszarów występowania zimoziołu północnego, krzewiny kwitnącej w czerwcu. Obszar jest silnie penetrowany przez ludzi, mimo że nie prowadzą tu żadne szlaki turystyczne (sąsiedztwo zabudowy).